# Coppa del Mondo di short track
La Coppa del Mondo di short track è un circuito internazionale di gare di short track, organizzate annualmente della International Skating Union a partire dalla stagione 1997-1998. Ogni anno, durante la stagione invernale, si disputano alcune competizioni su differenti distanze. Gli short trackers possono guadagnare punti in ogni prova e quelli che, alla fine della stagione, hanno il maggior numero di punti, risultano i vincitori finali della Coppa del Mondo.

## Vincitori della Coppa del Mondo

### Uomini
| Stagione | Generale                               | 500 m                                  | 1000 m                                 | 1500 m                                 | Staffetta 5000 m                       | Nazionale                              |
| -------- | -------------------------------------- | -------------------------------------- | -------------------------------------- | -------------------------------------- | -------------------------------------- | -------------------------------------- |
| 1997-98  | Li Jiajun                              |                                        |                                        |                                        |                                        |                                        |
| 1998-99  | Li Jiajun                              | Fabio Carta                            | Kim Dong-Sung                          | Kim Dong-Sung                          |                                        | Italia                                 |
| 1999-00  | Kim Dong-Sung                          | Li Jiajun                              | Kim Dong-Sung                          | Li Jiajun                              |                                        | Corea del Sud                          |
| 2000-01  | Apolo Anton Ohno                       | Apolo Anton Ohno                       | Apolo Anton Ohno                       | Apolo Anton Ohno                       |                                        | Canada                                 |
| 2001-02  | Kim Dong-Sung                          | Kim Dong-Sung                          | Kim Dong-Sung                          | Kim Dong-Sung                          |                                        | Corea del Sud                          |
| 2002-03  | Apolo Anton Ohno                       | Jean-François Monette                  | Apolo Anton Ohno                       | Fabio Carta                            |                                        | Canada                                 |
| 2003-04  | Ahn Hyun-soo                           | Li Jiajun                              | Ahn Hyun-soo                           | Ahn Hyun-soo                           |                                        | Cina                                   |
| 2004-05  | Apolo Anton Ohno                       | Mathieu Turcotte                       | Apolo Anton Ohno                       | Apolo Anton Ohno                       |                                        | Canada                                 |
| 2005-06  | Ahn Hyun-soo                           | Ahn Hyun-soo                           | Lee Ho-suk                             | Ahn Hyun-soo                           |                                        | Corea del Sud                          |
| 2006-07  | Tyson Heung                            | Tyson Heung                            | Lee Ho-suk                             | Kim Hyun-Kon                           | Italia                                 | Corea del Sud                          |
| 2007-08  | Lee Ho-suk                             | Sung Si-Bak                            | Ahn Hyun-soo                           | Lee Ho-Suk                             | Corea del Sud                          | Corea del Sud                          |
| 2008-09  | Sung Si-Bak                            | François-Louis Tremblay                | Lee Ho-Suk                             | Sung Si-Bak                            | Canada                                 | Corea del Sud                          |
| 2009–10  | Lee Jung-su                            | Charles Hamelin                        | Lee Jung-Su                            | Lee Jung-Su                            | Corea del Sud                          | Corea del Sud                          |
| 2010–11* | Thibaut Fauconnet                      | Simon Cho                              | Thibaut Fauconnet                      | Maxime Châtaignier                     | Canada                                 | Canada                                 |
| 2011-12  | Noh Jin-Kyu                            | Olivier Jean                           | Kwak Yoon-Gy                           | Noh Jin-Kyu                            | Canada                                 | Corea del Sud                          |
| 2012-13  | Noh Jin-Kyu                            | Charles Hamelin                        | Kwak Yoon-Gy                           | Noh Jin-Kyu                            | Corea del Sud                          | Corea del Sud                          |
| 2013-14  | Charles Hamelin                        | Viktor An                              | Charles Hamelin                        | Charles Hamelin                        | Stati Uniti                            | Canada                                 |
| 2014-15  | Sin Da-woon                            | Dmitry Migunov                         | Semion Elistratov                      | Sin Da-woon                            | Paesi Bassi                            | Corea del Sud                          |
| 2015-16  | Kwak Yoon-gy                           | Dmitry Migunov                         | Semion Elistratov                      | Kwak Yoon-gy                           | Canada                                 | Canada                                 |
| 2016-17  | Sjinkie Knegt                          | Wu Dajing                              | Shaoang Liu                            | Sjinkie Knegt                          | Paesi Bassi                            | Corea del Sud                          |
| 2017-18  | Hwang Dae-heon                         | Wu Dajing                              | Sándor Liu Shaolin                     | Hwang Dae-heon                         | Canada                                 | Corea del Sud                          |
| 2018-19  | Lim Hyo-jun                            | Lim Hyo-jun                            | Park Ji-won                            | Kim Gun-woo                            | Ungheria                               | Corea del Sud                          |
| 2019-20  | Park Ji-won                            | Shaolin Sándor Liu                     | Park Ji-won                            | Park Ji-won                            | Russia                                 | Corea del Sud                          |
| 2020-21  | Cancellata per la pandemia di COVID-19 | Cancellata per la pandemia di COVID-19 | Cancellata per la pandemia di COVID-19 | Cancellata per la pandemia di COVID-19 | Cancellata per la pandemia di COVID-19 | Cancellata per la pandemia di COVID-19 |
| 2021-22  |                                        | Shaolin Sándor Liu                     | Pascal Dion                            | Ren Ziwei                              | Canada                                 |                                        |
| 2022-23  | Park Ji-won                            | Denis Nikiša                           | Park Ji-won                            | Park Ji-won                            | Canada                                 | Corea del Sud                          |
| 2023-24  | Park Ji-won                            | Jordan Pierre-Gilles                   | Park Ji-won                            | William Dandjinou                      | Canada                                 | Corea del Sud                          |
| 2024-25  | William Dandjinou                      | Steven Dubois                          | William Dandjinou                      | William Dandjinou                      | Canada                                 | Canada                                 |

*Thibaut Fauconnet è stato squalificato per essere risultato positivo a un test antidoping.

### Donne
| Stagione | Generale                               | 500 m                                  | 1000 m                                 | 1500 m                                 | Staffetta 3000 m                       | Nazionale                              |
| -------- | -------------------------------------- | -------------------------------------- | -------------------------------------- | -------------------------------------- | -------------------------------------- | -------------------------------------- |
| 1997-98  | Chun Lee-Kyung                         |                                        |                                        |                                        |                                        |                                        |
| 1998-99  | Yang Yang (A)                          | Chunlu Wang                            | Yang Yang (S)                          | Yang Yang (A)                          |                                        | Cina                                   |
| 1999–00  | Yang Yang (A)                          | Yang Yang (S)                          | Yang Yang (A)                          | Yang Yang (A)                          |                                        | Cina                                   |
| 2000-01  | Yang Yang (A)                          | Evgenia Radanova                       | Yang Yang (A)                          | Yang Yang (A)                          |                                        | Cina                                   |
| 2001-02  | Yang Yang (A)                          | Yang Yang (S)                          | Yang Yang (A)                          | Yang Yang (A)                          |                                        | Cina                                   |
| 2002-03  | Tyan Yu Fu                             | Amélie Goulet-Nadon                    | Amélie Goulet-Nadon                    | Amélie Goulet-Nadon                    |                                        | Cina                                   |
| 2003-04  | Choi Eun-Kyung                         | Tyan Yu Fu                             | Choi Eun-Kyung                         | Choi Eun-Kyung                         |                                        | Corea del Sud                          |
| 2004-05  | Wang Meng                              | Wang Meng                              | Choi Eun-Kyung                         | Jin Sun-Yu                             |                                        | Cina                                   |
| 2005-06  | Jin Sun-Yu                             | Wang Meng                              | Wang Meng                              | Jin Sun-Yu                             |                                        | Corea del Sud                          |
| 2006-07  | Byun Chun-Sa                           | Wang Meng                              | Byun Chun-Sa                           | Jung Eun-Ju                            | Italia                                 | Cina                                   |
| 2007-08  | Jin Sun-Yu                             | Wang Meng                              | Jin Sun-Yu                             | Jin Sun-Yu                             | Cina                                   | Cina                                   |
| 2008-09  | Wang Meng                              | Wang Meng                              | Wang Meng                              | Zhou Yang                              | Cina                                   | Cina                                   |
| 2009–10  | Wang Meng                              | Wang Meng                              | Wang Meng                              | Zhou Yang                              | Cina                                   | Cina                                   |
| 2010–11  | Katherine Reutter                      | Marianne St-Gelais                     | Katherine Reutter                      | Katherine Reutter                      | Cina                                   | Cina                                   |
| 2011-12  | Arianna Fontana                        | Arianna Fontana                        | Yui Sakai                              | Cho Ha-Ri                              | Cina                                   | Cina                                   |
| 2012-13  | Shim Suk-Hee                           | Wang Meng                              | Elise Christie                         | Shim Suk-Hee                           | Cina                                   | Corea del Sud                          |
| 2013-14  | Shim Suk-Hee                           | Wang Meng                              | Shim Suk-Hee                           | Shim Suk-Hee                           | Corea del Sud                          | Corea del Sud                          |
| 2014-15  | Shim Suk-Hee                           | Fan Kexin                              | Shim Suk-Hee                           | Choi Min-jeong                         | Corea del Sud                          | Cina                                   |
| 2015-16  | Choi Min-jeong                         | Marianne St-Gelais                     | Choi Min-jeong                         | Choi Min-jeong                         | Corea del Sud                          | Corea del Sud                          |
| 2016-17  | Choi Min-jeong                         | Marianne St-Gelais                     | Suzanne Schulting                      | Shim Suk-Hee                           | Corea del Sud                          | Corea del Sud                          |
| 2017-18  | Choi Min-jeong                         | Marianne St-Gelais                     | Kim Boutin                             | Choi Min-jeong                         | Corea del Sud                          | Corea del Sud                          |
| 2018-19  | Suzanne Schulting                      | Natalia Maliszewska                    | Suzanne Schulting                      | Suzanne Schulting                      | Russia                                 | Paesi Bassi                            |
| 2019-20  | Suzanne Schulting                      | Kim Boutin                             | Suzanne Schulting                      | Suzanne Schulting                      | Paesi Bassi                            | Paesi Bassi                            |
| 2020-21  | Cancellata per la pandemia di COVID-19 | Cancellata per la pandemia di COVID-19 | Cancellata per la pandemia di COVID-19 | Cancellata per la pandemia di COVID-19 | Cancellata per la pandemia di COVID-19 | Cancellata per la pandemia di COVID-19 |
| 2021-22  |                                        | Arianna Fontana                        | Suzanne Schulting                      | Lee Yu-bin                             | Paesi Bassi                            |                                        |
| 2022-23  | Suzanne Schulting                      | Xandra Velzeboer                       | Suzanne Schulting                      | Kim Gil-li                             | Canada                                 | Paesi Bassi                            |
| 2023-24  | Kim Gil-li                             | Xandra Velzeboer                       | Kristen Santos-Griswold                | Kim Gil-li                             | Paesi Bassi                            | Corea del Sud                          |
| 2024-25  | Kristen Santos-Griswold                | Kristen Santos-Griswold                | Xandra Velzeboer                       | Hanne Desmet                           | Canada                                 | Canada                                 |

### Misto
| Stagione | Staffetta 2000 m                       |
| -------- | -------------------------------------- |
| 2018-19  | Russia                                 |
| 2019-20  | Russia                                 |
| 2020-21  | Cancellata per la pandemia di COVID-19 |
| 2021-22  | Cina                                   |
| 2022-23  | Corea del Sud                          |
| 2023-24  | Paesi Bassi                            |
| 2024-25  | Paesi Bassi                            |